# Cratere Hsūanch'eng
Hsūanch'eng  è un cratere sulla superficie di Marte.